# Cornelis Gijsbert Gerrit Jan van Steenis
Cornelis Gijsbert Gerrit Jan van Steenis (Utrecht; 31 de octubre de 1901 - Oegstgeest; 14 de mayo de 1986) fue un botánico neerlandés.

## Biografía
Entre 1915 y 1920 cursó el bachillerato en su ciudad natal y en 1925 obtuvo su doctorado de la Universidad de Utrecht. De 1927 a 1946 trabajó en Java, en el herbario del Jardín Botánico de Buitenzorg. De 1935 a 1942 fue coeditor de la revista "Tropische Natuur", de la empresa estatal de las Indias Nederlandesas. De 1946 a 1949 trabajó en Países Bajos en la organización de la obra "Flora Malesiana", una descripción de la flora de la región de Malasia (Indonesia, Malasia, Filipinas, Nueva Guinea, Singapur y Brunéi). De diciembre de 1949 a noviembre de 1950 de nuevo fue a Bogor (ex Buitenzorg). Y de 1950 hasta su fallecimiento en 1986 fue director de la "Fundación Flora Malesiana".
En 1951 fue designado profesor de Botánica Tropical y Fitogeografía del Instituto Koninklijk Tropical en Ámsterdam. Desde 1953 fue también profesor en esas asignaturas en la Universidad de Leiden (Rijksuniversiteit Leiden). De 1962 a 1972 fue profesor director del Herbario Rijks de Países Bajos, reemplazando a Herman J. Lam, y a su vez a Van Steenis lo reemplazó luego Kees Kalkman.
Durante su vida escribió publicaciones sobre la flora de una amplia región de Malasia, incluyendo aspectos taxonómicos y fitogeográficos. Además de sus conocidos viajes a Malasia, también realizó expediciones a Australia y a Nueva Zelanda. A partir del 5 de junio de 1950 fue elegido miembro correspondiente de la "Academia Real de Artes y de Ciencias Neerlandesa".

## Algunas publicaciones
- 1934-1936. On the origin of the Malaysian mountain flora. Buitenzorg, 3 v.

- 1933. Report of a botanical trip to the Ranau region. Buitenzorg, 134 p.

- 1932. Die Pteridophyten und Phanerogamen der Deutschen Limnologischen Sunda-Expedition. Arch. Hydrobiol. Suppl. 11: 231—387

- 1928. The Bignoniaceae of the Netherlands Indies. Bull. du Jardin botanique de Buitenzorg 3 (10): 173—290

- 1927. Malayan Bignoniaceae. Recueil des Travaux Botaniques Neerlandais 24: 787—1049

## Honores

### Eponimia
- Salón de Actos Steenisgebouw de la Universidad de Leiden

- calle Cornelis van Steenishof, de Oegstgeest

Géneros
- (Blechnaceae) Steenisioblechnum Hennipman[1]

- (Rubiaceae) Steenisia Bakh.f.[2]

Especies (38 + 5 + 1 registros IPNI)
- (Acanthaceae) Strobilanthes steenisiana J.R.Benn.[3]

- (Apocynaceae) Chilocarpus steenisianus Markgr.[4]

- (Fabaceae) Phanera steenisii (K.Larsen & S.S.Larsen) Bandyop., Ghoshal & M.K.Pathak[5]

- (Gesneriaceae) Epithema steenisii Hilliard & B.L.Burtt[6]